# متفرعات وبرية
المتفرعات الوبرية (الاسم العلمي:Dasycladaceae) هي فصيلة من الطحالب الخضراء تتبع رتبة المتفرعيات الوبرية من طائفة الأشنيات الأولفانية.

## الأجناس
- المتفرعة الوبرية
- †البوغة النبوتية
- البوغة الأناضولية
- †البويغة الفحمية
- †البويغة النبوتية
- البويغة الأسطوانية
- †البويغة الكبيرة
- †بويغة نانجن
- †البويغة الخماسية
- †البويغة التايلاندية
- †البويغة الأورالية
- المتفرعة الثنائية
- المتفرعة الخضراء
- †المتفرعة العتيقة